# Ivar Broman

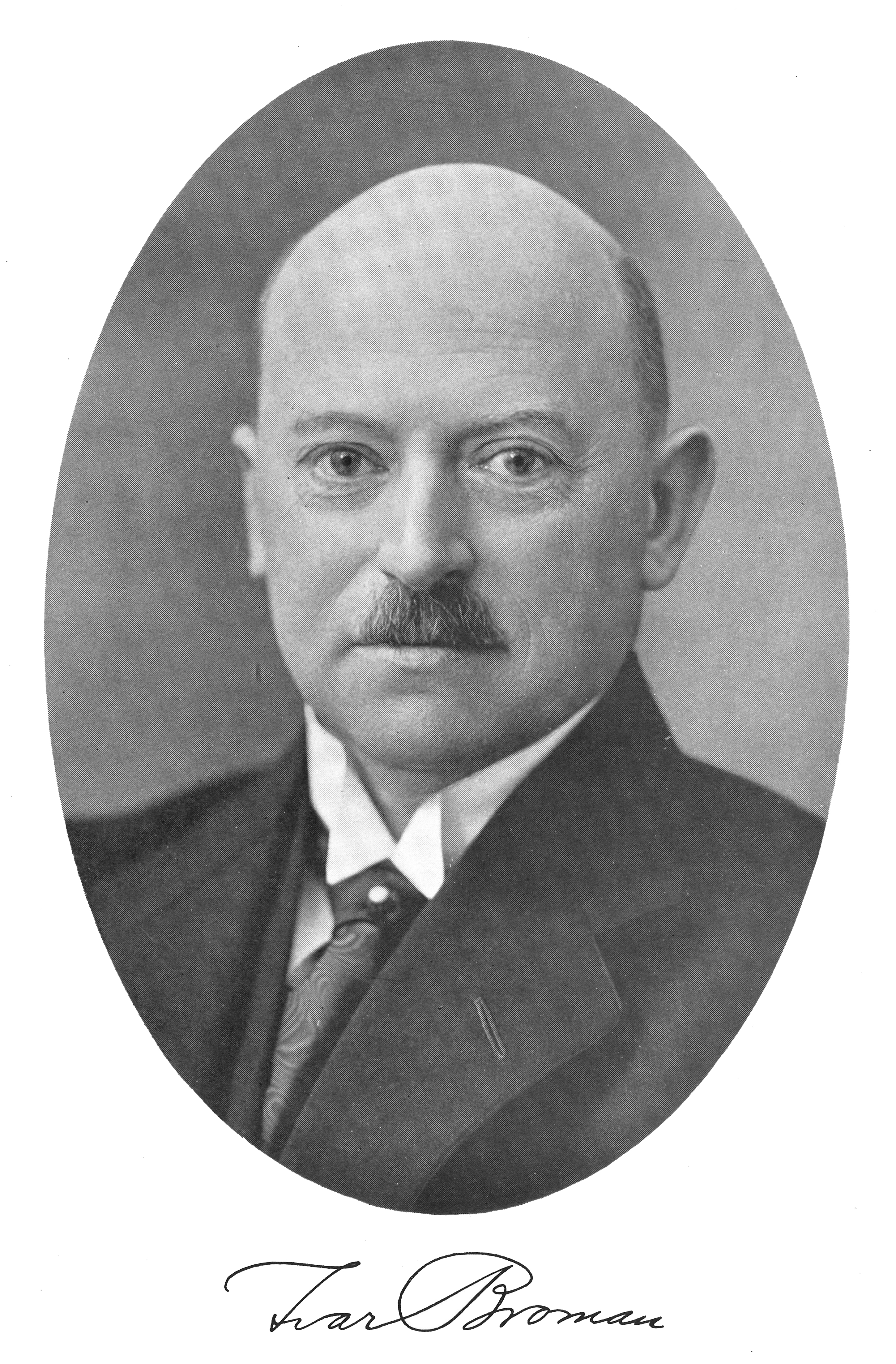
Ivar Broman um 1928

Ivar Broman (* 19. September 1868 in der Församling Östraby, Gemeinde Hörby; † 11. Mai 1946 in Lund) war ein schwedischer Anatom und Embryologe.

## Leben
Broman stammt aus ärmlichen Verhältnissen. Sein Vater, Jöns Broman, war Schneider. Aufgrund von lokalen Wohltätern hatte er dennoch die Möglichkeit einer höheren Ausbildung. Nach dem Abitur 1890 immatrikulierte er sich an der Universität Lund um Medizin zu studieren. Seinen Abschluss als Medicine kandidat erhielt er 1895 und Broman disputierte 1899. Im gleichen Jahr wurde er Dozent in Anatomie und Histologie. Broman hielt sich für Studien an der Universität Uppsala und in Kiel auf. Bei einer Forschungsreise in Afrika sammelte er Embryos verschiedener Säugetiere. 1909 wurde er in Lund zum Professor der Anatomie ernannt.
Broman war Mitglied der Königlich Schwedischen Akademie der Wissenschaften und ab 1906 der Königlichen Physiographischen Gesellschaft in Lund. Im Jahr 1926 wurde er zudem zum Mitglied der Gelehrtenakademie Leopoldina gewählt.

## Wirken
Schon früh zeigte Broman Interesse an der Embryologie und vergleichenden Anatomie. Zu diesen Themen veröffentlichte er mehrere Bücher und wissenschaftliche Abhandlungen. Später schrieb er etliche Beiträge für Tageszeitungen, in denen er über neue wissenschaftliche Entdeckungen berichtete und sich mit dem Gesundheitswesen beschäftigte. Broman war Mitbegründer des Tornbladinstituts, einem Forschungsinstitut für Embryologie in Lund.
Politisch zeigte er starke emotionale Bindungen nach Deutschland, wo er viele Freunde und Kontakte in der Medizin hatte. Broman war einer der Gründer der nationalistischen Reichsvereinigung Schweden-Deutschland. Obwohl kein Mitglied einer nationalistischen Partei war Broman ein Bewunderer der Wissenschaft und Kultur des Dritten Reiches. In einigen seiner Schriften mischen sich moderne wissenschaftliche Sichtweisen mit Aspekten der Säuberung und radikal-biologischen Argumenten.

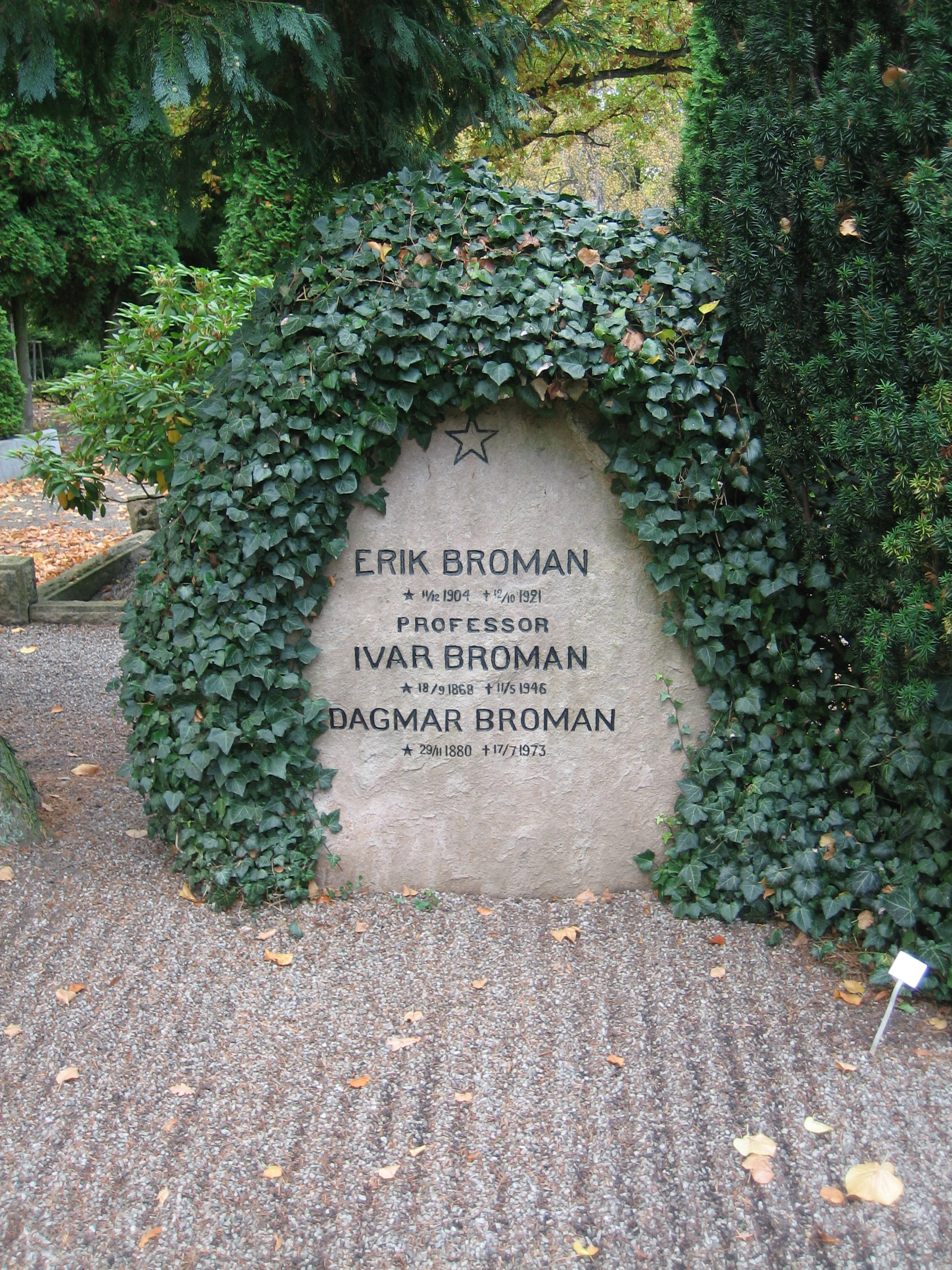
Grab Bromans auf dem Norra kyrkogården in Lund

Bromans Nachlass wird heute in der Universitätsbibliothek Lund verwahrt. Er ist auf dem Norra kyrkogården in Lund begraben.